# Devalvace
Devalvace (z lat. de-valuare, znehodnocovat) znamená znehodnocení. V ekonomii znehodnocení měny:
- Oslabení domácí měny vůči zahraničním měnám v systému fixních (úředně stanovených) kurzů. Protože měnový kurz určité měny znamená její cenu v jednotkách domácí měny, znamená devalvace úřední zvýšení kurzu cizích měn. Devalvací se zlevňuje vyvážené zboží na zahraničních trzích a naopak zdražuje dovážené zboží. Proto se devalvace používala pro podporu exportu a zlepšení bilance zahraničního obchodu, v zemích závislých například na dovozu energií může však také vyvolat tzv. "dováženou inflaci". Opakem je revalvace. V systému plovoucích směnných kurzů (floating) nemluvíme o devalvaci, nýbrž o růstu kurzu zahraniční měny[1] čili o depreciaci.
- Původně snížení zlatého obsahu (krytí) měnové jednotky.

## Historie
Roky před 1. světovou válkou byly obdobím největšího rozvoje mezinárodního zlatého standardu. Zlato volně obíhalo a bankovky byly směnitelné za tento kov. Vzhledem k tendenci zanikání stříbrného monometalismu, který ztrácel na hodnotě, se zvětšovala vnitřní role zlata. Volnost mezinárodního oběhu zlata omezovala rozsah fluktuací změn kurzů a v tomto období byla stabilita měnových kurzů vyhovující. Volná cirkulace zlata a krytí každé emise měny zlatem bránila vzniku problému konvertibility měny, který se vůbec nevyskytoval vzhledem k tomu, že platebními prostředky v té době bylo zejména zlato nebo bankovky využité jako „poukázky“ na zlato. Ve chvíli, kdy se velmi silně zvětšil počet bankovek v oběhu (1913), vstoupila na scénu konvertibilita. Depozita představovala 87 % masy oběživa oproti 66 % v r. 1885. 1. sv. v. pak přivodila zrušení vnitřní konvertibility bankovek za zlato, tzv. „zazvonila umíráčkem zlatému standardu“.
Po skončení války již evropské měny neměly fixní směnný kurz a vyvinuly se kurzy bloudivé (probíhaly nepravidelné změny bez regulace a bez ohledu na příčiny změn parity). Nestabilita vnášející nejistotu do vývozních příjmů a do dovozních nákladů byla velkou překážkou při rozvíjení zahraniční měny. Na konferenci v Janově, která proběhla v roce 1922, byla prosazena dvě rozhodnutí: 1. obnovení částečné směnitelnosti na úrovni zlatého slitku, tzn. ukončení vnitřního oběhu zlata = úspora) a možnost zachování devizy vedle zlata jako krytí měny. Mnoho zemí bylo v tomto období nuceno změnit paritu své měny. Válka a následná krize vyvolaly těžké měnové potíže a zplodily cykly znehodnocování a ustálení na mnohem slabší úrovni.  
Kvůli nedostatku surovin a potravin se začalo do zemí dovážet, což mělo za následek převýšení dovozu nad vývozem. To vedlo k znehodnocování měn. Díky přílivu cizích kapitálů, způsobeného znehodnocením měny, byly dovozy zaplaceny. Když zmizel stimul pro znehodnocení, stalo se naléhavým obnovení důvěry v měnu. Až na některé privilegované měny (švýcarská, nizozemská a skandinávská) se všechny měny západní Evropy stabilizovaly (devalvovaly) na úrovni velmi nízké ve srovnání s úrovní předválečnou.
V roce 1944 položila konference v Bretton-Woods základy nového standardu omezené směnitelnosti za zlato. Hlavními cíli bylo zavést systém fixních směnných kurzů a umožnit konvertibilitu měn. Pro tento účel byl vytvořen Mezinárodní měnový fond (MMF), jehož hlavní úlohou bylo půjčovat finanční zdroje členským zemím, aby se redukoval přílišný rozkmit dočasných nerovnováh, které postihovaly platební bilance. Maximální a minimální kurzy měn se neměly podle smlouvy odchylovat o více než 1 % od jejich oficiální parity. MMF nedisponoval žádnými dostatečnými zdroji na krytí enormních výdajů. Po konci války byly Evropa a Japonsko devastovány, to vedlo k potřebě rekonstrukce. Spojené státy jako jediné vlastnily materiální a finanční prostředky k zastavení takové nouze. Nezbytný kapitál pak poskytl především Marshallův plán.
V letech 1958-1960 vládl měnovému systému dolar, poté jeho suverenita zeslábla. Poptávka po americkém zboží se totiž zmenšovala současně s rozvojem evropského a japonského vývozu. Jeho příliv však nepřestával, neboť přímé americké investice byly prostředkem pomoci při rekonstrukci, což ve výsledku bylo právě oním základem pro problémy dolaru. Dolary se začaly shromažďovat v centrálních bankách, které za ně žádaly výměnu za zlato. Zlaté rezervy Spojených států se v letech 1958-1961 zmenšily o čtvrtinu, což vedlo k problému s mezinárodními směnami.
Od března 1973 se všeobecné výkyvy měn zredukovaly pouze na variace kolem kurzu dolaru, hlavní evropské měny se vyvíjejí ve stejném smyslu jako dolar. Méně silné měny, jako je francouzský frank, britská libra a italská lira, se zhodnocují méně než měny ostatní v obdobích kurzů vůči dolarů a opět se více znehodnocují, když se americký dolar v kurzu zvedá; celkově se tyto měny znehodnocují vůči změnám silným (německá marka, švýcarský frank, gulden, jen), všechny měny se však mění obdobně jako dolar. Japonský jen měl někdy jiný vývoj: od září 1978 do konce ledna 1980 oproti dolaru klesal, dolar stoupl ze 176 na 248 jenů v době, kdy ostatní měny stoupaly; od ledna do prosince 1980 se zhodnotil oproti dolaru, který klesl na 203 jenů, zatímco měny po určité stabilitě klesly. To vyjadřuje kontrolu japonské měnové autority nad japonskou měnou: úspěšně intervenují, aby utlumily výkyvy kurzu a sledovaly stále celkovou světovou tendenci. Mezi březnem 1973 a koncem roku 1976 byly míry změn kurzů vůči dolaru omezené – po období oscilací se ustálila nová rovnováha – tak, jak zastánci kolísání předpokládali. Od 2. pololetí 1976 se však variace rozkmitaly; na konci roku 1979 se dolar znehodnotil. Od začátku roku 1980 do 1/3 roku 1985 se zhodnotil o 100 %, pak se znovu znehodnotil a poklesl asi o 50 % (v období 1985 do 1987). Vzhledem k silným měnám byl dolar na počátku roku 1988 na nejnižší historické úrovni.
Faktické zavedení režimu proměnlivých kurzů provizorně uzavřelo éru devalvací a revalvací stricto sensu hlavních měn. Ale praxe tohoto režimu ukázala, že je nemožné uchránit měnové kurzy před působením škodlivých účinků spekulace. Stabilizace měn zůstává žádaným cílem. Devalvací se tudíž nepřestalo využívat; projevují se jen v méně rigidní formě. Úpravy uvnitř EHS mohou být přirovnávány k devalvaci a revalvaci právě z důvodu redukce fluktuací svých měn vůči dolaru a mezi sebou. Ve světě ještě zůstává mnoho měn, které používají fixní parity, přinejmenším vůči některým ostatním měnám, a které se mohou opět obrátit k devalvaci jako měnovému nástroji.

## Příčiny a důvody devalvace v historii
Aby mohla určitá země zaplatit své dovozy, potřebuje devizy: tyto zdroje si může obstarat tím, že prodává své zboží na export. Exportovaný produkt může být doplněn investicemi dlouhodobého či krátkodobého kapitálu nerezidentů. Mimo to je třeba vzít v úvahu také zahraniční investice rezidentů. Soubor těchto pohybů je zachycen v dokumentu platební bilance. Zatímco tato bilance rekapituluje dodatečně pohyby zboží a služeb na jedné straně a pohyby kapitálové na straně druhé, nabídka a poptávka po devizách se projevují ze dne na den. Veškeré tyto nabídky a poptávky po devizách se konfrontují navzájem na finančním trhu směnných kurzů. Je-li směnný kurz fixní, k rovnováze nedojde, pokud se poptávka a nabídka nevyrovnají právě na této ceně fixního kurzu. Když poptávka převyšuje nabídku, centrální autority intervenují na trhu, aby udržely kurz. Ale toto předání deviz k prodeji zmenšuje úhrn rezerv a jejich vyčerpání by znamenalo bankrot a zastavení plateb. Devalvace se pak v tomto okamžiku jeví jako jediný a poslední prostředek, jak obnovit důvěru tím, že odřízne část hodnoty národní měnové jednotky.
- Devalvace má tedy za svůj normální cíl autoritativní manipulaci se směnným kurzem, jejímž účelem je vyrovnání cen národních statků s cenami statků zahraničních.
- Výsledky této operace jsou různé podle stavu mezinárodní konjunktury. Devalvace je aktem ekonomické politiky, a proto analýza jejích příčin a motivací nemůže byt chápána jinak než ve vztahu k jejím cílům, které se však nutně mění podle mezinárodní konjunktury.
- Je tedy nezbytné rozlišovat příčiny a motivace určité devalvace za nízké konjunktury a její příčiny a motivace za vysoké konjunktury.
- Jistěže obvyklou příčinou devalvace je vnější nerovnováha doprovázená či nedoprovázená nerovnováhou vnitřní, ale takováto nerovnováha nemá stejný význam za vysoké a nízké konjunktury a zahraniční deficit pak nemůže sám o sobě vysvětlit příčiny devalvace.[2]

### Devalvace jako politika, která má vést ke zlepšení zaměstnanosti
Tři příklady devalvace ze 30. let 20. století, všechny tři byly diktovány podzaměstnaností v období nízké konjunktury:
- devalvace libry šterlinků v roce 1931
- devalvace dolaru v roce 1933
- devalvace belgického franku v roce 1933.

#### Britská devalvace roku 1931
Viděli jsme, že revalvace libry v roce 1925 byla operací určenou k obnově mezinárodní úlohy britské měny. Měla za následek velmi silnou ztrátu konkurenceschopnosti průmyslu, která šla dokonce až neschopnosti života u některých sektorů. Řádila nezaměstnanost, ale slabá ekonomická aktivita stlačovala úroveň dovozu, takže obchodní bilance byla kladná. Devalvace se jevila jako nutná. Důležitost obchodní sítě Velké Británie umožňovala zlepšit touto operací konkurenční schopnost vývozních odvětví. Nicméně vývoz zůstal na nízké úrovni roku 1930, protože mezinárodní konjunktura byla slabá. V takovéto situaci bylo iluzorní doufat v obnovu, která by přišla zvenčí.
Skutečné motivy této devalvace byly vnitřní povahy. Počítalo se s obnovením aktivity, které mělo zastavit pokles cen. Doufalo se také, že dojde k přílivu cizích kapitálů, přitahovaných enormním rozdílem mezi cenami reálných aktiv a britskými obligacemi (30 %). U tohoto přílivu kapitálu mělo být dovoleno, aby byl zdrojem oživení. K oživení skutečně došlo, tím spíše, že země patřící k tomu, co se začalo nazývat šterlinkový blok, následovaly Velkou Británii v její devalvaci, čímž vykopaly příkop mezi sebou a zbytkem světa.

#### Americká devalvace roku 1933
Stav americké ekonomiky v roce 1933 lze charakterizovat silně pozitivní obchodní bilancí, ale především více než znepokojující vnitřní situací. Míra nezaměstnanosti byla velmi vysoká a masivní útěk kapitálu paralyzoval obnovu. Jak jsme již viděli, americká vláda očekávala od devalvace dolaru vzhledem ke zlatu podstatně zvýšení cen. Odůvodnění bylo založeno na hypotéze, že se úroveň cen bude vázat na cenu zlata a ne na hodnotu dolaru. Žádný nutný důvod zvenčí nenutil k devalvaci, takže to byla  zřejmě snaha dát přednost interní obnově, která vedla k provedení dané operace. Znovu můžeme konstatovat, že v situaci slabé konjunktury je starost o vnější vztahy sekundární, jestliže nějaká existuje, a vnitřní potíže ji převáží. Tyto devalvace jsou vnímány jako agresivní, poněvadž směřují k tomu, aby “exportovaly nezaměstnanost”, počítá se s vnějším trhem pro vyřešení vnitřní krize, což ovšem přináší riziko jejího šíření do zahraničí.

#### Belgická devalvace roku 1935
Jde o vzácný příklad, především pro dobu mezi válkami, úpravy řízené vědeckým výpočtem. Zvolené procento, 28 %, směřuje k tomu, aby byla předem stanovena míra, která zajistí napojení belgického franku na anglosaské měny. Po devalvaci dolaru v roce 1933 rozhodl Institut ekonomických věd na univerzitě v Lovani dilema deflace devalvace: snížení cen by bylo utrpením. F. Bandhmin, který zajišťoval vazbu mezi praxí a univerzitou, ohlásil blízkou devalvaci. Taková publicita vyvolala masivní prodeje belgického franku a politickou krizi. Van Zeelandův kabinet provedl snížení hodnoty a výsledky jsou zcela přesvědčující. Počet nezaměstnaných se od března 1935 do března 1936 snížil z 206 000 na 139 000 osob. životní náklady poklesly v Belgii od indexu 100 v únoru 1935 na 85 v listopadu proti 96.8 ve Francii. Index průmyslové výroby se zvýšil o 23% od února 1935 v Belgii proti 11% ve Francii. Vyproštení franku z potíží je jednou z příčin zhoršení francouzské finanční situace od dubna 1935.

## Měnová válka
Termín měnová válka, nebo také konkurenční devalvace, byl poprvé formulován Guido Mantegem, bývalým brazilským ministrem financí v roce 2010. Válkou nazval fenomén „manipulace měny“, kdy je měna uměle držena nízko z důvodu snah dané země o tržní výhodu, respektive o nárůst exportu. Pokud totiž tržní hodnota měny klesne, u ostatních zemí tato intervence způsobí exportní konkurenční napětí a import do dané země se stane nákladnější, což v obou případech obohacuje ekonomiku dané země. Důsledkem je pak například vyšší zaměstnanost, což se posléze projevuje současně i na snížených výdajích státu. Tradičně byla devalvace spojována se spíše slabými vládami
Konkurenční devalvace je nicméně považována za nepatřičný způsob intervence vzhledem ke svým dopadům na samotné obyvatele a dále pak na ostatní země. Občané v důsledku umělého snížení tržní ceny měny ztrácejí kupní sílu, okolní země na druhé straně „doplácí na férové jednání“. Plošnou aplikací tohoto opatření může dojít až k celosvětovému poklesu trhu, což při rozsáhlé provázanosti ekonomických vztahů může ohrozit světovou ekonomiku. Pokud dojde ke snížení hodnoty jedné měny, automaticky musí dojít ke zvýšení hodnoty měny či měn jiných. Problém se pak může objevit v případě, kdy se světová ekonomika nachází v recesi, a k devalvaci domácí měny chce přistoupit více zemí současně. Ty mohou ve snaze chránit vlastní zájmy podniknout řadu intervencí ovlivňujících světový trh.
V 80. letech nicméně Mezinárodní měnový fond poukázal na výhody devalvace ve spojitosti s ekonomikami rozvojových zemí, které se potýkají například právě s vysokou nezaměstnaností nebo je klíčem jejich ekonomického růstu export. Ideou je nastartování domácí produkce a zvýšení zaměstnanosti v důsledku zvýhodnění cen dovozu, resp. vývozu. Pokud tedy země z různých důvodů nemohou volit alternativní řešení, pak je devalvace i přes hrozbu možného neuspokojivého výsledku intervence (viz Marschall-Lernerův stav) MMF navrhována. Primární volbou rozvojových zemí se stává díky možnosti vytvářet devizové rezervy potřebné pro případ finanční krize.